# Tournoi des Cinq Nations 1984
Navigation
Tournoi 1983 Tournoi 1985
Le Tournoi des Cinq Nations 1984 se déroule du 21 janvier au 17 mars 1984 et voit la victoire de l’Écosse qui réussit son second Grand chelem, le premier remontant à 1925. L'Irlande, tenante du titre ex æquo avec la France, obtient la Cuillère de bois avec quatre défaites en quatre matches.

## Le classement
Légende :
J matches joués, V victoires, N matches nuls, D défaites ;
PP points pour, PC points contre, Δ différence de points PP-PC ;
Pts points de classement (2 points pour une victoire, 1 point en cas de match nul, rien pour une défaite) ;
T Tenantes ex æquo du titre 1983.
| Rang | Nation         | J | V | N | D | PP | PC | Pts |
| ---- | -------------- | - | - | - | - | -- | -- | --- |
| 1    | Écosse         | 4 | 4 | 0 | 0 | 86 | 36 | 8   |
| 2    | France (T)     | 4 | 3 | 0 | 1 | 90 | 67 | 6   |
| 3    | Pays de Galles | 4 | 2 | 0 | 2 | 67 | 60 | 4   |
| 4    | Angleterre     | 4 | 1 | 0 | 3 | 51 | 83 | 2   |
| 5    | Irlande (T)    | 4 | 0 | 0 | 4 | 39 | 87 | 0   |

## Résultats
- Première journée : samedi 21 janvier 1984

| Paris, Parc des Princes | France         | 25 - 12 | Irlande |
| Cardiff, Arms Park      | Pays de Galles | 09 - 15 | Écosse  |

- Deuxième journée : samedi 4 février 1984

| Dublin, Lansdowne Road | Irlande | 09 - 18 | Pays de Galles |
| Édimbourg, Murrayfield | Écosse  | 18 - 6  | Angleterre     |

- Troisième journée : : samedi 18 février 1984

| Cardiff, Arms Park  | Pays de Galles | 16 - 21 | France  |
| Londres, Twickenham | Angleterre     | 12 - 9  | Irlande |

- Quatrième journée : samedi 3 mars 1984 1984

| Paris, Parc des Princes | France  | 32 - 18 | Angleterre |
| Dublin, Lansdowne Road  | Irlande | 9 - 32  | Écosse     |

- Cinquième journée : samedi 17 mars 1984

| Édimbourg, Murrayfield | Écosse     | 21 - 12 | France         |
| Londres, Twickenham    | Angleterre | 15 - 24 | Pays de Galles |

## Composition de l'équipe victorieuse
- voir l'article : Grand Chelem en rugby de l'Écosse en 1984